# 安德烈·兰科夫
安德烈·尼古拉耶维奇·兰科夫（俄语：Андрей Николаевич Ланьков，1963年7月26日—），俄罗斯北韓问题专家，现居南韓首尔，为首尔国民大学历史教授。1963年7月26日，兰科夫生于苏联列宁格勒（今圣彼得堡）。他的本科和研究生就读于列宁格勒国立大学。他还于1985年作为一名去往平壤的交换生在金日成综合大学学习，并且在那里学得一口流利的朝鲜语。关于朝鲜问题，从历史到经济和政治，他的著述颇多。

## 中译本
- 《非军事区之北——北韩社会与人民的日常生活》，麦田出版，2019年。